# نورمان جونز
نورمان جونز (بالإنجليزية: Norman Jones)‏ (و. 1923 – 1987 م) هو سياسي، من نيوزيلندا، توفي عن عمر يناهز 64 عاماً بسبب ورم المخ.

## مناصب
تولى منصب عضو مجلس النواب نيوزيلندا.

## جوائز
حصل على جوائز منها:
- ميدالية الخدمة للملكة.